# 名草神社

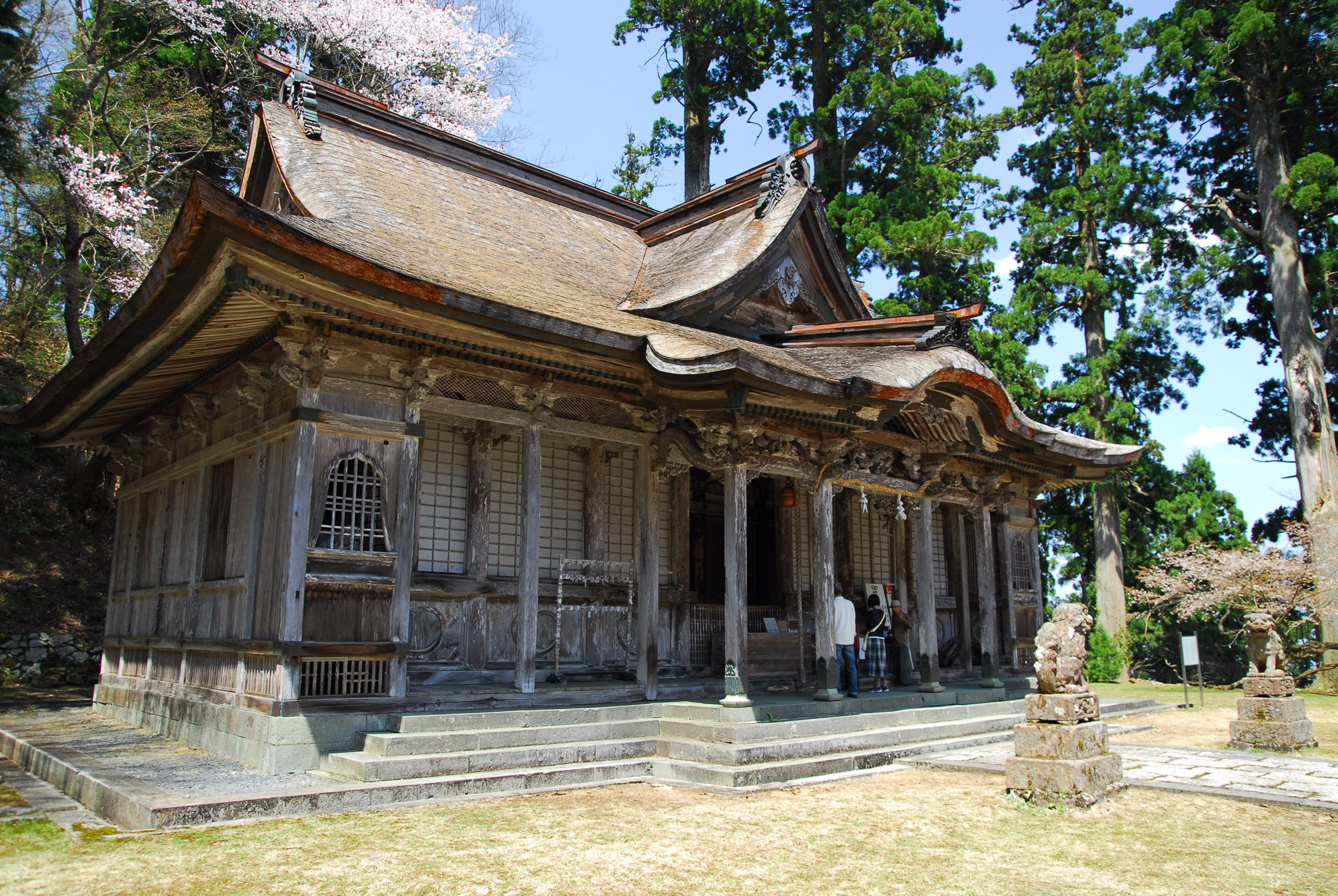
本殿

名草神社（なぐさじんじゃ）は、兵庫県養父市にある神社。主祭神は名草彦大神。養父市と美方郡の境にある妙見山（標高1139ｍ）の中腹（標高800ｍ）、妙見杉の巨木林の中に鎮座する。近世以前は妙見社と称され、守護大名山名宗全や徳川幕府の庇護を受けて近世まで山陰における妙見信仰の拠点として栄えた歴史を持つ。
出雲大社から譲り受けた三重塔ならび本殿・拝殿の建造物3棟が国の重要文化財に指定されている。

## 歴史
当神社は、東麓の石原集落にある日光院（高野山真言宗）との関係が深い。近世以前は但馬妙見と呼ばれ、妙見（北辰、北斗）信仰の霊地として日本三大妙見の一に数えられた。「名草神社」の社号は明治の神仏分離以降のものである。
石原山日光院（近世以降は帝釈寺とも）の創建は飛鳥時代と伝える。中世には妙見信仰の地として栄え、守護山名氏の庇護を受けていたが、天正5年（1577年）の豊臣秀吉の中国攻めの兵火で衰亡する。寛永9年（1632年）、それまで山麓にあった石原山の本坊日光院を奥の院の地に移した。これが現・名草神社の社地である。明治の神仏分離の際には、日光院は山麓の支院・成就院の地に移された。そして、山上の妙見社を、養父郡の式内社であるが詳細は不明であった名草神社の社殿としたものである。

## 境内

### 三重塔
室町時代の大永7年（1527年）に出雲国主尼子経久の願いにより杵築大社（出雲大社）の境内にて建立された塔婆であったので、「杵築の塔」とも呼ばれる。江戸時代寛文年間に行われた出雲大社本殿造営に際して当社の神木妙見杉を部材に提供した御礼として、出雲大社から譲られたという由緒があり、当社へは寛文5年（1665年）3月に移建された。
- 大永5年（1525年）に起工、大永7年（1527年）6月15日に竣工、寛文5年（1665年）3月移築、高さ23.9m、三間三層、屋根柿葺
- 明治37年2月18日、当時の古社寺保存法に基づき特別保護建造物に指定、昭和25年の文化財保護法施行後は重要文化財となっている。

### 本殿
- 宝暦4年（1754年）建立。桁行9間（17.6m）、梁間5間（9.0m）、一重、入母屋造、千鳥破風付。向拝3間（6.5m)、唐破風付、屋根杮葺
- 重要文化財（平成22年指定、附棟札3枚）

### 拝殿
- 元禄2年（1689年）建立。割拝殿形式、桁行5間（11.7m）、梁間2間（5.2m）、懸造、一重、入母屋造、屋根杮葺
- 重要文化財（平成22年指定）

## 祭礼
- お頭神事 - 1月13日
- 春祭 - 5月8日
- 例祭 - 7月18日
- 秋祭 - 10月13日

## 交通アクセス
- 北近畿豊岡自動車道八鹿氷ノ山ICから約30分[3]。冬期は積雪のためアクセス不可[4]。
- 公共交通機関でのアクセスは困難（山陰本線 八鹿駅から全但バス「石原」行きで20分「石原」下車、徒歩120分、約9km）[3]。

## 周辺
- 猿尾滝 - 境内から望むことができる
- 養父神社
- 満福寺 - 「但馬の高野山」と呼ばれる名刹
- 日光院
- 山田風太郎記念館